# Cypella mandonii
Cypella mandonii là một loài thực vật có hoa trong họ Diên vĩ. Loài này được Rusby miêu tả khoa học đầu tiên năm 1896.